# Nova Floresta
Nova Floresta é um município brasileiro situado no estado da Paraíba, localizado na Região Geográfica Imediata de Cuité-Nova Floresta. De acordo com o IBGE (Instituto Brasileiro de Geografia e Estatística), no ano de 2010 sua população era em 10 533 habitantes. com a Área territorial de 59 km². Tornou-se nacionalmente conhecida como a terra da abóbora gigante.

## História
O município de Nova Floresta surgiu por volta de 1870 no sitio Estrondo, o primeiro morador do sitio Estrondo foi o Sr. Cecílio Ferreira de Araújo, sogro dos Senhores: Manuel Ramos Dantas, mais conhecido como Manuel Cazuza, Sandoval Sabino de Araújo e Luiz Sabino. O Sr. Cecílio era o proprietário das terras do Estrondo e da casa de farinha pertencente ao município de Cuité-PB. Em 1927 chegou ao local o sr. Benedito Marinho da Costa que se estabeleceu com um pequeno comércio e  classificou o lugar como "nova floresta", que deu origem ao topônimo. A partir dai, o pequeno povoado tomou vulto. Já em 1930, o sr. Benedito Marinho transferiu parte dos seus negócios para Felinto Florentino de Azevedo, que adquiriu muitas terras na região. Em 1936, Felinto Florentino de Azevedo (23 de agosto de 1881 - 1962), que chegara a localidade em 1934, doou o terreno para a construção da Capela de São Severino Bispo e construiu inúmeras residências, facilitando as condições de crescimento. Após dois anos, realizava-se a primeira feira-livre do povoado, que ainda hoje se faz com grande movimento, foi em um domingo no ano de 1938. Com o passar dos tempos, o lugarejo foi crescendo e ganhando espaços culturais, como o Nova Floresta Clube, o prédio público mais antigo da cidade, em 1951. No ano seguinte foi inaugurada a Amplificadora Muirapiranga pelo jovem Menézio Dantas. Em consequência do crescimento urbano, populacional e cultural da então vila de Nova Floresta, em 29 de março de 1955 foi elevada a categoria de distrito pertencente a Cuité. Por volta de 1959, Nova Floresta já contava com um clube, uma escola pública, um serviço de radiodifusora,o cartório de registro civil e a economia girava em torno do pequeno comércio e da agricultura de subsistência e da cultura do sisal destacando-se a atuação da família Irineu, principalmente Sebastião Clementino de Lima (Seu Nozinho), o maior produtor de agave e agropecuarista na região.A cidade foi a maior produtora da fibra no Brasil. Na política tinha Benedito Marinho da Costa como seu representante na câmara de Cuité, fatores que contribuíram para sua elevação a município.

### Emancipação e  o governo provisório
Por intermédio dos Senhores Felinto Florentino de Azevedo, Benedito Marinho da Costa e Francisco Estevão de Andrade, iniciaram-se as gestões para a emancipação política de Nova Floresta em 1959. O pedido foi atendido e em 30 de abril de 1959, onde ocorreu a elevação do Distrito a categoria de cidade através da Lei n° 2.077. Após a emancipação, o então governador da Paraíba Pedro Gondim, nomeia como chefe de um governo provisório, Felinto Florentino de Azevedo em 6 de maio de 1959. Apesar da emancipação ter ocorrido a 30 de abril a instalação oficial ocorreu somente em 6 de junho de 1959. Vale salientar que as festividades ocorrem nesta data devido à tradição popular.
A ata de instalação foi lavrada por Severino Ramos de Oliveira. O Governo provisório não teve um vice-prefeito e não houve poder legislativo e os atos do governo de Felinto Florentino foram reconhecidos pela Câmara de vereadores do seu sucessor.

## Política
O ano da emancipação e da nomeação de Felinto Florentino coincidiu com um ano de eleições municipais na Paraíba. Saíram candidatos o comerciante Benedito Marinho da Costa pelo PSD e o advogado Firu pelo PTB. A vitória prevista de Benedito Marinho foi confirmada em 2 de agosto de 1959. Benedito Marinho foi o 1º prefeito eleito de Nova Floresta com 464 votos (83,3%) contra 93 votos (16,7%) de seu adversário. Em termos atinentes e percentuais, Benedito Marinho foi o prefeito mais votado da história de Nova Floresta.
Benedito Marinho e seu vice, Francisco Estevão de Andrade,  tomaram posse em 30 de novembro de 1959 e permaneceram no cargo até 31 de janeiro de 1963.
Nova Floresta sempre foi criticada pela "politicagem" que existe durante as campanhas até os dias atuais por parte dos políticos e dos eleitores, estes chamados vulgarmente de "partidários fanáticos".
Destacamos abaixo, a lista com os nomes dos prefeitos de Nova Floresta:
|           | Nome                          | Período    | Notas                   |
| Prefeitos | Prefeitos                     | Prefeitos  | Prefeitos               |
| --------- | ----------------------------- | ---------- | ----------------------- |
| 1º        | Felinto Florentino de Azevedo | 1959       | prefeito nomeado        |
| 2º        | Benedito Marinho da Costa     | 1959-1963  | 1º prefeito eleito      |
| 3º        | Menézio Dantas                | 1963-1969  |                         |
| 4º        | Silvino Aristides dos Santos  | 1969-1973  |                         |
| 5º        | Silvestre Garcia da Silva     | 1973-1977  |                         |
| 6º        | João Soares de Oliveira       | 1977-1983  |                         |
| 7º        | Silvestre Garcia da Silva     | 1983-1988  | 2º mandato              |
| 8º        | Gemires Faustino Pereira      | 1989-1992  |                         |
| 9º        | Severino Ramos de Oliveira    | 1993-1996  |                         |
| 10º       | Edílson Batista de Azevedo    | 1997-2000  |                         |
| 11º       | Severino Ramos de Oliveira    | 2001-2004  | 2º mandato              |
| 12º       | José Zito de Farias Andrade   | 2005-2008  |                         |
| 13º       | João Elias da S. Neto Azevedo | 2009-2016  | 2 mandatos consecutivos |
| 14º       | Jarson Santos da Silva        | 2017-2024  | 2 mandatos consecutivos |
| 14º       | José Iran dos Santos          | 2025 atual |                         |

## Geografia
O município está incluído na área geográfica de abrangência do semiárido brasileiro, definida pelo Ministério da Integração Nacional em 2005. Esta delimitação tem como critérios o índice pluviométrico, o índice de aridez e o risco de seca. Apesar disso, por estar acima de 500 metros de altitude acima do nível do mar, possui clima tropical de altitude. Situado na Serra de Cuité, o município de Nova Floresta se apresenta com solos rasos e pedregosos. Seu relevo a define como uma das cidades mais altas do Curimataú.
Por situar-se no Curimataú paraibano, possui um clima menos árido do que o predominante no sertão do estado (clima tropical semiárido). Além disso, a altitude de 667 metros acima do nível do mar garante brisas calmas e temperaturas mais amenas durante todo o ano.
| Dados climatológicos para Nova Floresta | Dados climatológicos para Nova Floresta | Dados climatológicos para Nova Floresta | Dados climatológicos para Nova Floresta | Dados climatológicos para Nova Floresta | Dados climatológicos para Nova Floresta | Dados climatológicos para Nova Floresta | Dados climatológicos para Nova Floresta | Dados climatológicos para Nova Floresta | Dados climatológicos para Nova Floresta | Dados climatológicos para Nova Floresta | Dados climatológicos para Nova Floresta | Dados climatológicos para Nova Floresta | Dados climatológicos para Nova Floresta |
| Mês                                     | Jan                                     | Fev                                     | Mar                                     | Abr                                     | Mai                                     | Jun                                     | Jul                                     | Ago                                     | Set                                     | Out                                     | Nov                                     | Dez                                     | Ano                                     |
| --------------------------------------- | --------------------------------------- | --------------------------------------- | --------------------------------------- | --------------------------------------- | --------------------------------------- | --------------------------------------- | --------------------------------------- | --------------------------------------- | --------------------------------------- | --------------------------------------- | --------------------------------------- | --------------------------------------- | --------------------------------------- |
| Precipitação (mm)                       | 66,3                                    | 84,3                                    | 128                                     | 118,7                                   | 88,3                                    | 65,4                                    | 68                                      | 27,4                                    | 13                                      | 7,4                                     | 7,6                                     | 20,3                                    | 694,9                                   |
| Fonte: Atlas Pluviométrico da Paraíba   |                                         |                                         |                                         |                                         |                                         |                                         |                                         |                                         |                                         |                                         |                                         |                                         |                                         |

## Canais de TV
- 04 - Band
- 07 - TV Paraíba (Globo)
- 13 - TV Correio (Record)
- 15 - TV Itararé (Cultura)